# Ambassade de Guinée en Belgique
L'ambassade de Guinée en Belgique ou ambassade de Guinée au Benelux est la représentation diplomatique de la république de Guinée auprès des pays du Benelux et auprès de l’Union européenne. Elle est basée à Bruxelles, la capitale du Royaume de Belgique. 
D'octobre 2022 au 21 novembre 2024, Aissatou Doukouré est l'ambassadrice extraordinaire et plénipotentiaire. 

## Histoire
L’Ambassade de la République de Guinée auprès des pays du Benelux et de l’Union européenne a été créée au début des années 1980. Elle est l’une des plus importantes missions diplomatiques guinéenne en raison de sa position stratégique, notamment, pour sa coopération avec l’UE qui compte 27 Etats membres. 
L’Ambassade assure la gestion et la promotion de plusieurs activités dans le cadre de la coopération bilatérale et multilatérale. A ce titre, elle couvre, au niveau bilatéral, les 3 pays du Benelux, à savoir : le Royaume de Belgique, le Royaume des Pays- Bas et le Grand Duché de Luxembourg.  
Au niveau multilatéral, elle est accréditée auprès des organisations et institutions suivantes : l’union européenne (UE) ; l’organisation des Etats d’Afrique, des caraibes et du pacifique (OEACP) ; l’organisation mondiale de la douane (OMD) ;la cour pénale internationale (CPI) ; la cour internationale de justice ;l’organisation internationale pour la lutte contre les armes chimiques (OIAC) et la banque européenne d’investissement (BEI). 

## Ambassadeurs de Guinée en Belgique
L'ambassade a connu neuf (9) ambassadeurs qui se sont succédé depuis 1980.
| N° | Nom et prénoms      | titre de fonction | Début        | Fin              |
| -- | ------------------- | ----------------- | ------------ | ---------------- |
| 01 | Nfaly Sangaré       | ambassadeur       | 1980         | 1981             |
| 02 | Daouda Kourouma     | ambassadeur       | 1981         | 1985             |
| 03 | Ibrahima SYLLA      | ambassadeur       | 1985         | 1989             |
| 04 | Mamadou Bobo CAMARA | ambassadeur       | 1990         | 1996             |
| 05 | Naby Moussa SOUMAH  | ambassadeur       | 1996         | 2000             |
| 06 | Kazaliou BALDE      | ambassadeur       | 2002         | 2002             |
| 07 | Ahmed Tidiane SAKHO | ambassadeur       | 2007         | 2011             |
| 08 | Ousmane Sylla       | ambassadeur       | 2012         | 4 février 2022   |
| 09 | Aissatou Doukouré   | Ambassadeur       | Octobre 2022 | 21 novembre 2024 |